# Good Time (canción de Inna)
«Good Time» es una canción grabada por la cantante rumana Inna para la edición japonesa de su cuarto álbum de estudio homónimo (2015), Body and the Sun (2015). Con la participación del rapero estadounidense Pitbull, fue lanzada digitalmente el 15 de julio de 2014 por Atlantic Records. «Good Time» es una pista dance pop acompañada por letras «divertidas y alegres», y fue escrita por Steve Mac, Pitbull e Ina Wroldsen, mientras que la producción fue manejada exclusivamente por Mac.
La canción ha recibido reseñas variadas por parte de los críticos de música, quienes la llamaron «adictiva» y «un éxito futuro», pero también la criticaron por ser una «pista de relleno» en su álbum principal. Un video musical para el sencillo fue subido el 28 de julio de 2014 al canal oficial de Inna en YouTube, y fue filmado por Barna Nemethi en Los Ángeles, Miami y Bucarest. El videoclip presenta a la cantante interpretando la pista junto con bailarinas de respaldo de acuerdo con lo que las cámaras les ordenan hacer al mostrar palabras o frases.
Comercialmente, «Good Time» experimentó éxito menor en las listas, ingresando en el top 70 en Rumania y Bélgica, y alcanzando la posición número 201 en Rusia. Para una mayor promoción, Inna interpretó la canción durante varios conciertos que sirvieron para apoyar los álbumes Inna y Body and the Sun, presentándose además en el World Trade Center Ciudad de México. «Good Time» fue usada en la serie de comedia Young & Hungry, y en la película estadounidense Pitch Perfect 2 (2015).

## Antecedentes y lanzamiento

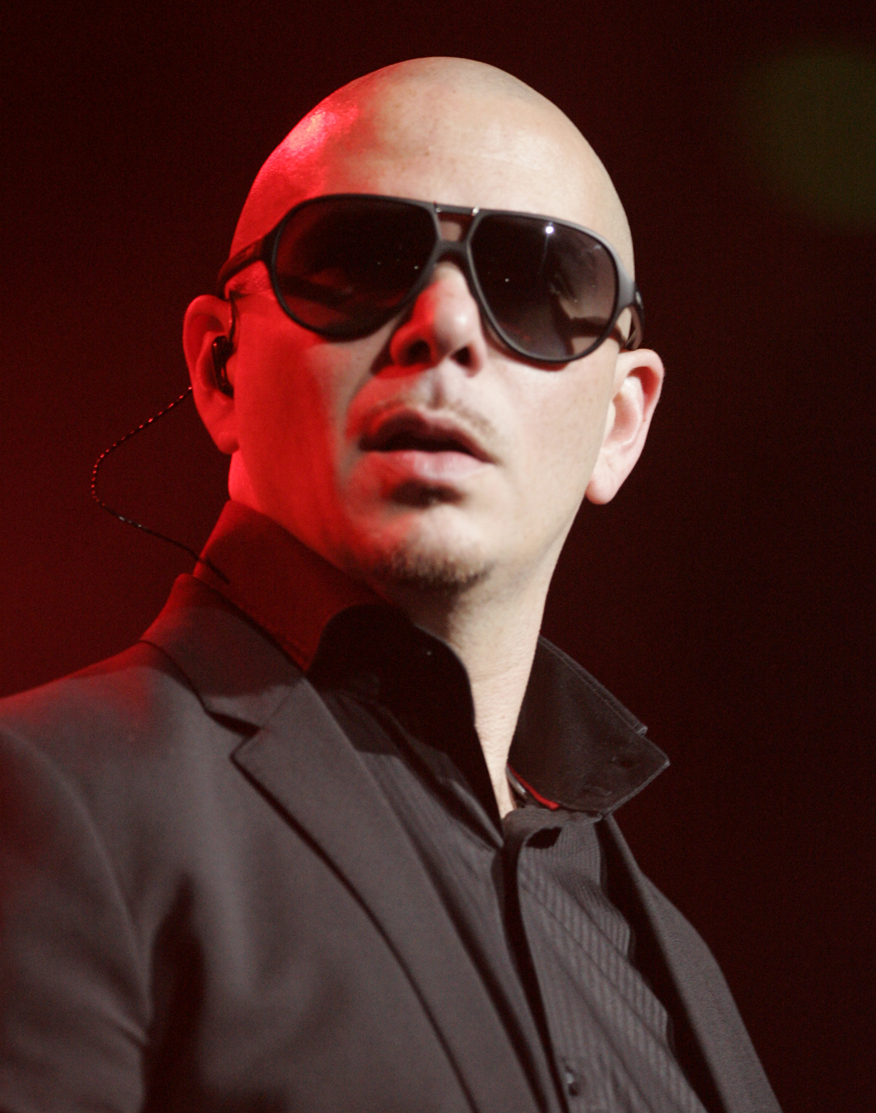
El rapero estadounidense Pitbull (en la imagen) fue el artista invitado en «Good Time». Ambos colaboraron previamente en «All the Things», una canción incluida en su EP Meltdown (2013).

«Good Time» marca la segunda colaboración entre Inna y Pitbull; el EP de este último del 2013 Meltdown incluyó la canción «All the Things», que cuenta con las vocales de la artista rumana. Antes del lanzamiento de «Good Time», Inna afirmó en una entrevista con Direct Lyrics el 14 de abril de 2015 que «[la pista] es realmente diferente de todas las canciones que he lanzado hasta ahora. Tiene una buena vibra, es especial, he estado bailando como loca durante 8-9 días con mi coreógrafo para aprender la rutina del video lírico». Después de esto, la pista fue lanzada el 15 de julio de 2014 en varios países a través de Atlantic Records; en iTunes Store, estuvo disponible por tiempo limitado para su compra por 69 centavos (USD). «Good Time» fue posteriormente incluida en la edición estadounidense de su tercer álbum de estudio, Party Never Ends (2013), y más tarde, lanzada como el segundo sencillo de la edición japonesa de su cuarto álbum Inna (2015), titulada Body and the Sun (2015). La canción también se encuentra en la edición completa de Inna, estrenada en 2020 a través de SoundCloud.

## Composición
«Good Time» fue escrita por Steve Mac, Pitbull e Ina Wroldsen, mientras que la producción fue manejada exclusivamente por Mac. Es una pista dance-pop, que cuenta con el uso de trompetas junto con letras «divertidas y alegres». Pitbull introduce la pista rapeando: «An international sensation... Inna! Let's have a good time!», mientras que Inna canta «Say he ho he ho he ho, come on everybody» durante el pre-coro. Direct Lyrics describió a «Good Time» como una canción «edificante», diciendo que el sonido era un «nuevo territorio» para Inna, y un amplio alejamiento de sus trabajos previos orientados al género house.

## Recepción

### Crítica
Tras su lanzamiento, «Good Time» ha recibido reseñas variadas por parte de los críticos de música. Direct Lyrics elogió la contribución de Pitbull a la canción, etiquetando su coro como «adictivo» y «burbujeante», y diciendo que se convertiría en un «éxito veraniego de buena fe». El sitio web rumano Romania-Insider afirmó que no estaba «impresionado» con la pista, comparándola con los trabajos previos de Pitbull. El sitio web alemán Hitfire criticó las vocales del rapero en la canción, llamándola una «pista de relleno» para su álbum; sin embargo elogió su refrán «pegadizo». La publicación francesa Jukebox vio a «Good Time» como un «éxito futuro», mientras que el sitio web japonés iFlyer dijo que su sonido era «distintivo» y «apropiado para decorar el verano de 2014». El portal de música francés Musique Mag aplaudió las letras «entretenidas» de la canción: «Say he ho he ho he ho, come on everybody» interpretadas por Inna.

### Comercial
Comercialmente, «Good Time» experimentó éxito menor en Europa. Mientras que la pista alcanzó el puesto número 67 en la lista Airplay 100 de Rumania en la semana del 21 de septiembre de 2014, ingresó en las listas Ultratip y Ultratop Dance de Flandes en las posiciones 30 y 41, respectivamente. En la lista Tophit de Rusia, «Good Time» debutó en el número 309 el 5 de octubre de 2014, ascendiendo hasta su punto máximo en el número 201; permaneció en esa posición por dos semanas.

## Video musical
El video musical de acompañamiento para «Good Time» fue filmado en un lapso de dos días por Barna Nemethi en Los Ángeles, Miami y Bucarest en febrero de 2014, y subido el 28 de julio de 2014 al canal oficial de Inna en YouTube. Las escenas con Pitbull fueron filmadas por separado en Miami, mientras Inna se encontraba en una gira promocional en Ciudad de México. Antes de esto, el 2 de julio de 2014 se lanzó un video lírico de la canción por los mismos medios, recordando el concepto del video oficial; fue filmado por Bogdan Daragiu y presenta a la artista interpretando una coreografía acompañada por dos bailarinas de respaldo.
El video empieza con una mano insertando una moneda en una máquina. Posteriormente, se muestra un espacio lleno de cámaras con una de ellas mostrando a Pitbull rapeando frente a un fondo azul. A continuación, Inna hace una aparición realizando una coreografía acompañada por varios bailarines de fondo, mientras luce una peluca rubia y un traje blanco. En el resto del videoclip, las cámaras muestran diferentes palabras o frases, a las que Inna y los bailarines de respaldo obedecen. El video también los muestran jugando baseball, golf, paintball, actuando como porristas y convertidas en muñecas, entre otras actividades. Una escena retrata a la multitud inclinándose sobre un auto Fiat; la cantante estadounidense Jennifer Lopez usó el mismo modelo para el video musical de su sencillo «Papi» (2011).
Kevin Apaza de Direct Lyrics le dio una reseña positiva al videoclip, afirmando que «probablemente no sea de un presupuesto demasiado alto, pero es lo suficientemente bueno como para ponerte de buen humor y pasarlo bien. Además, todo el video grita 'verano'» Hitfire criticó los atuendos de Inna usados en el video, sugiriendo que «tal vez el video musical es para mostrarle a sus fans cómo no deben vestirse». El sitio web continuó describiéndolo como «atrevido», pero afirmando que coincidía con la canción.

## Presentaciones en vivo y otros usos
«Good Time» estuvo presente en la lista de varios conciertos para promover el álbum de la cantante Inna y su edición japonesa Body and the Sun en Europa y Japón. La artista también presentó la canción en el World Trade Center Ciudad de México, donde interpretó un cover de la canción de Justin Bieber «Love Yourself» (2015), y una versión acústica de su sencillo «Endless» (2011), y fue la encargada de abrir el Festival Untold en 2016. La canción fue usada en la serie de comedia estadounidense Young & Hungry, mientras que además hizo una aparición en la película estadounidense Pitch Perfect 2.

## Personal
Créditos adaptados de las notas de Body and the Sun.
- Inna – voz principal
- Pitbull – artista invitado, compositor
- Steve Mac – compositor, productor
- Ina Wroldsen – compositora

## Formatos
- Descarga digital[5]

| Good Time — Single |             |          |  |
| N.º                | Título      | Duración |  |
| 1.                 | «Good Time» | 3:23     |  |

## Posicionamiento en listas
| Bélgica | Ultratip Flanders       | 30  |
| Bélgica | Ultratop Flanders Dance | 41  |
| Rumania | Airplay 100             | 67  |
| Rusia   | Tophit                  | 201 |

| Polonia | Dance Top 50 | 37 |

## Historial de lanzamiento
| Región         | Fecha               | Formato          | Discográfica |
| -------------- | ------------------- | ---------------- | ------------ |
| Dinamarca      | 15 de julio de 2014 | Descarga digital | Atlantic     |
| Alemania       | 15 de julio de 2014 | Descarga digital | Atlantic     |
| Países Bajos   | 15 de julio de 2014 | Descarga digital | Atlantic     |
| Rumania        | 15 de julio de 2014 | Descarga digital | Atlantic     |
| Rusia          | 15 de julio de 2014 | Descarga digital | Atlantic     |
| Suecia         | 15 de julio de 2014 | Descarga digital | Atlantic     |
| Estados Unidos | 15 de julio de 2014 | Descarga digital | Atlantic     |
| Italia         | 30 de julio de 2014 | Radio airplay    | Ninguna      |